# Anna Repullo
Anna Repullo Vique (San Felíu de Llobregat, Barcelona, 1990) es una artista española especializada en muralismo y arte urbano. De estilo figurativo realista, sobre todo pinta figuras humanas y trabaja a partir de fotografías (propias o de archivo) o de películas. Realizó su primer mural, de forma oficial, en las ramblas de San Felíu en el evento Válvulas y Ritmos 2015.

## Reconocimientos
- 2020 - ganadora de la primera edición de Badajoz pinta con una obra en la que dos niñas saltan a la comba.[5]
- 2021 - primer premio con la obra Rostros en el VII Certamen de Pintura Mural (Arte Urbà) Socializar-T convocado por la Facultad de Ciencias Sociales de la Universitat de València.[6]
- 2021 - ganadora del I Concurso Mural/Graffiti Ciudad de Andújar, con una intervención en la que se incluían algunas de las caras más reconocidas del mundo de la música internacional (como Jimmy Hendrix, Bob Marley, Amy Winehouse...).[7]
- 2022 - ganadora del primer certamen Galería Cincuenta700 de Caspe (Zaragoza) con el mural en blanco y negro en el que una mujer lleva en brazos a su hijo y otro sujeta una olla.[8]
- 2024 - se alzó con el primer premio del VII Certamen de Muralismo de Sahagún por su intervención Labriega.[9]